# Canta Napoli
Canta Napoli è una raccolta di diversi artisti pubblicata dall'etichetta discografica Italdisc nel 1966.

## Descrizione
Contiene 8 canzoni dal repertorio napoletano inciso da Mina per la Italdisc, oltre a 12 brani, sempre in napoletano, di altri artisti.
Si tratta dell'ultimo disco prodotto da Italdisc per Mina e tutti i brani di Mina presenti erano già stati pubblicati dalla cantante su 45 giri o su extended play. Tranne 'Na sera 'e maggio e Sciummo, pubblicati rispettivamente negli album Due note e Moliendo café, le restanti 6 canzoni di Mina erano inedite su album (4 di esse erano state però pubblicate inizialmente proprio nell'EP Mina canta Napoli del 1960).
Nella discografia sul sito ufficiale viene indicato col titolo Mina canta Napoli.

## Tracce
Lato A
1. Mina – 'Na sera 'e maggio – 3:17 – da Due note, 1961
2. Gianni Ales – 'O russo e 'a rossa
3. Mina – Te vulevo scurdà – 2:03 (testo: Riccardo Pazzaglia – musica: Giuseppe 'Fanciulli'[2]; edizioni musicali Accordo) – Inedito su album (Singolo, 1959)
4. Gino Ravallese – Chella llà
5. Mina – 'O ffuoco – 2:10 (testo: Salvatore Palomba – musica: Ettore Lombardi; edizioni musicali Titanus) – Inedito su album (Singolo e EP, 1960)
6. Angelo Prioli – Core 'ngrato
7. Mina – Lassame / Let Me Go – 2:24 (testo: Mario Cenci, Marcello Scarponi – musica: Mario Cenci; edizioni musicali Carish) – Inedito su album (Singolo, 1959)
8. Gianni Ales – Tu vuo' fa' l'americano
9. Quartetto Radar – Scalinatella
10. Gino Ravallese – Serenatella sciuè sciuè

Lato B
1. Mina – Sciummo – 2:45 – da Moliendo café, 1962
2. Duo Festival – Maria Marì
3. Mina – Malatia – 2:55 (Armando Romeo; edizioni musicali Radiofilmusica) – Inedito su album (Singolo, 1958)
4. Gino Ravallese – Lazzarella
5. Mina – Nuie – 2:18 (testo: Salvatore Palomba – musica: Rodolfo Mattozzi; edizioni musicali Ariston) – Inedito su album (Singolo e EP, 1960)
6. Quartetto Radar – Santa Lucia luntana
7. Angelo Prioli – Torna
8. Alfredo Labardi – Guaglione all'estero[3]
9. Mina – Celeste – 3:58 (testo: Salvatore Palomba – musica: Eduardo Alfieri; edizioni musicali Gennarelli Bideri-Scia) – Inedito su album (Singolo e EP, 1960)
10. Angelo Prioli – Dicitencello vuje